# Wąsowo
Wąsowo is een dorp in de Poolse woiwodschap Groot-Polen. De plaats maakt deel uit van de gemeente Kuślin en telt 1100 inwoners.